# Río Trubia
Río Trubia este o arie protejată (arie specială de conservare — SAC, sit de importanță comunitară — SCI) din Spania întinsă pe o suprafață de 73,97 ha, integral pe uscat.

## Localizare
Centrul sitului Río Trubia este situat la coordonatele 43°20′32″N 5°58′51″W / 43.3421°N 5.9808°V.

## Înființare
Situl Río Trubia a fost declarat sit de importanță comunitară în februarie 2004 pentru a proteja 10 specii de animale. Situl a fost protejat și ca arie specială de conservare în decembrie 2014.

## Biodiversitate
Situată în ecoregiunea atlantică, aria protejată conține 2 habitate naturale: Păduri aluvionare cu Alnus glutinosa și Fraxinus excelsior (Alno-Padion, Alnion incanae, Salicion albae), Păduri de Quercus ilex și Quercus rotundifolia.
La baza desemnării sitului se află mai multe specii protejate:
- păsări (1): fluierar de munte (Actitis hypoleucos)
- amfibieni (1): Chioglossa lusitanica
- mamifere (2): Galemys pyrenaicus, vidră de râu (Lutra lutra)
- nevertebrate (3): Austropotamobius pallipes, Elona quimperiana, rădașcă (Lucanus cervus)
- pești (2): zvârluga (Cobitis taenia), somonul (Salmo salar)
- reptile (1): Lacerta schreiberi